# 白井祐矢
白井 祐矢（しらい ゆうや、1980年4月2日 - ）は、日本の男性総合格闘家。愛知県豊橋市出身。TRIBE TOKYO M.M.A所属。柔道参段。元DEEPウェルター級王者。

## 来歴
國學院大學で柔道部に所属した。
2003年6月8日、全日本サンボ選手権90kg級で優勝を果たした。9月15日、DEEPでプロ総合格闘技デビュー。
2004年9月24日、パンクラスに初出場し、佐藤光芳に判定勝ち。11月26日、佐々木有生に判定負け。
2006年4月11日、DEEPでジョーイ・ヴィラセニョールに判定負け。
2008年2月22日、DEEPミドル級王者決定トーナメントに出場。1回戦は大類宗次朗に判定勝ちを収めるも、5月19日の準決勝では福田力に1-2のスプリット判定で敗れ王座獲得に失敗した。
2008年8月29日、M-1 Challengeの日本対世界選抜のチーム対抗戦に出場、ヨルダン・ラデフに判定負けを喫した。10月29日、同じくM-1 Challengeのスペイン・チームとの対抗戦ではラファエル・ロドリゲスに一本勝ち。
2008年12月10日、DEEP 39 IMPACTでDEEPミドル級王者の中西裕一とノンタイトル戦を行い、判定勝ちを収めた。
2009年3月14日、DREAMウェルター級（-76kg）GPの出場を賭けキム・ユンヨン（辛拉麺）と対戦、3Rにチョークスリーパーで一本勝ちを収め出場権を獲得した。
2009年4月5日、DREAM.8のウェルター級グランプリ1回戦でジェイソン・ハイと対戦し、チョークスリーパーで一本負けを喫した。
2010年1月24日、DEEP 45 IMPACTのDEEPウェルター級タイトルマッチで王者の池本誠知に挑戦し、5-0の判定勝ちを収め王座獲得に成功した。
2010年4月25日、吉田秀彦引退興行 〜ASTRA〜でチェ・ミルズと対戦し、腕ひしぎ十字固めで一本勝ちを収めた。
2010年10月24日、DEEP 50 IMPACTのDEEPウェルター級タイトルマッチで挑戦者の岩瀬茂俊と対戦し、5-0の判定勝ちを収め初防衛に成功した。
2011年2月26日、イギリスのマンチェスターで開催されたBAMMA 5: Daley vs Shiraiでポール・デイリーと対戦し、KO負け。
2011年12月16日、DEEP 56 IMPACTのDEEPウェルター級タイトルマッチで挑戦者の奥野“轟天”泰舗と対戦し、判定勝ちを収め2度目の防衛に成功した。
2012年3月31日、ONE FC初出場となったONE FC 3でファブリシオ・"ピットブル"・モンテイロと対戦し、判定負け。
2013年4月26日、DEEP 62 IMPACTのウェルター級タイトルマッチで挑戦者のダン・ホーンバックルと対戦し、0-5の判定負けを喫し王座陥落した。
2014年12月21日、DEEP 70 IMPACTのDEEPウェルター級タイトルマッチで王者の悠太に挑戦し、パウンドでTKO負けを喫し王座獲得に失敗した。
2016年2月27日、引退試合となったDEEP 75 IMPACTでミノワマンと対戦し、3-0の判定勝ちを収めた。

## 戦績
| 総合格闘技 戦績 | 総合格闘技 戦績 | 総合格闘技 戦績 | 総合格闘技 戦績 | 総合格闘技 戦績 | 総合格闘技 戦績 | 総合格闘技 戦績 |
| --------------- | --------------- | --------------- | --------------- | --------------- | --------------- | --------------- |
| 41 試合         | (T)KO           | 一本            | 判定            | その他          | 引き分け        | 無効試合        |
| 26 勝           | 4               | 6               | 16              | 0               | 1               | 0               |
| 14 敗           | 5               | 1               | 8               | 0               | 1               | 0               |

| 勝敗 | 対戦相手                               | 試合結果                           | 大会名                                                                     | 開催年月日     |
| ○    | ミノワマン                             | 5分3R終了 判定3-0                  | DEEP 75 IMPACT 〜DEEP15周年大会〜                                          | 2016年2月27日  |
| ○    | 高橋弘                                 | 2R 1:36 フロントチョーク           | TTF CHALLENGE 05                                                           | 2015年9月23日  |
| ×    | 悠太                                   | 1R 2:34 TKO（右アッパー→パウンド） | DEEP 70 IMPACT 〜中村和裕引退興行〜 【DEEPウェルター級タイトルマッチ】     | 2014年12月21日 |
| ○    | 岡野裕城                               | 5分3R終了 判定2-1                  | DEEP CAGE IMPACT 2014 〜ミスターメガトン誠悟引退興行〜                     | 2014年7月21日  |
| △    | 村山暁洋                               | 5分3R終了 判定0-1                  | TRIBE TOKYO FIGHT 〜長南亮引退興行〜                                       | 2013年10月20日 |
| ×    | ダン・ホーンバックル                   | 5分3R終了 判定0-5                  | DEEP 62 IMPACT 【DEEPウェルター級タイトルマッチ】                          | 2013年4月26日  |
| ○    | 岡野裕城                               | 5分2R終了 判定3-0                  | DEEP 61 IMPACT                                                             | 2013年2月16日  |
| ×    | トミー・デュプレ                       | 3R 0:00 TKO（パンチ連打）          | GLORY 2: Brussels                                                          | 2012年10月6日  |
| ×    | ファブリシオ・"ピットブル"・モンテイロ | 5分3R終了 判定0-3                  | ONE FC 3: War of the Lions                                                 | 2012年3月31日  |
| ○    | 奥野"轟天"泰舗                         | 5分3R終了 判定5-0                  | DEEP 56 IMPACT 【DEEPウェルター級タイトルマッチ】                          | 2011年12月16日 |
| ○    | 渡辺良知                               | 5分2R終了 判定3-0                  | DEEP CAGE IMPACT 2011 in TOKYO                                             | 2011年10月29日 |
| ×    | デウソン・エレーノ                     | 5分3R終了 判定0-3                  | Fight Club 1: Brazilian Stars                                              | 2011年7月20日  |
| ×    | ポール・デイリー                       | 1R 1:46 KO（左フック）             | BAMMA 5: Daley vs. Shirai                                                  | 2011年2月26日  |
| ○    | 岩瀬茂俊                               | 5分3R終了 判定5-0                  | DEEP 50 IMPACT 〜10年目の奇跡〜 【DEEPウェルター級タイトルマッチ】         | 2010年10月24日 |
| ○    | チェ・ミルズ                           | 1R 3:59 腕ひしぎ十字固め           | 吉田秀彦引退興行 〜ASTRA〜                                                 | 2010年4月25日  |
| ○    | 池本誠知                               | 5分3R終了 判定5-0                  | DEEP 45 IMPACT 【DEEPウェルター級タイトルマッチ】                          | 2010年1月24日  |
| ○    | ガエル・グリマウド                     | 1R 4:16 TKO（パウンド）            | M-1 Challenge 18: Netherlands 1日目 【日本 vs. フランス 76kg級】           | 2009年8月15日  |
| ○    | 岩瀬茂俊                               | 5分2R終了 判定3-0                  | DEEP 44 IMPACT                                                             | 2009年10月10日 |
| ×    | ジェイソン・ハイ                       | 1R 0:59 チョークスリーパー         | DREAM.8 ウェルター級グランプリ2009 開幕戦 【ウェルター級グランプリ 1回戦】 | 2009年4月5日   |
| ○    | キム・ユンヨン                         | 3R 2:59 チョークスリーパー         | clubDEEP TOKYO in 1st RING 【DREAMウェルター級GP出場者決定戦】             | 2009年3月14日  |
| ○    | 中西裕一                               | 5分3R終了 判定3-0                  | DEEP 39 IMPACT                                                             | 2008年12月10日 |
| ○    | ラファエル・ロドリゲス                 | 1R 2:16 チキンウィングアームロック | M-1 Challenge 8: USA                                                       | 2008年10月29日 |
| ×    | ヨルダン・ラデフ                       | 5分2R終了 判定0-2                  | M-1 Challenge 6: Korea                                                     | 2008年8月29日  |
| ×    | 福田力                                 | 5分2R終了 判定1-2                  | DEEP 35 IMPACT 【ミドル級王者決定トーナメント 準決勝】                     | 2008年5月19日  |
| ○    | 大類宗次朗                             | 5分3R終了 判定3-0                  | DEEP 34 IMPACT 【ミドル級王者決定トーナメント 1回戦】                      | 2008年2月22日  |
| ○    | 瓜田幸造                               | 1R 2:42 腕ひしぎ十字固め           | DEEP 31 IMPACT                                                             | 2007年8月5日   |
| ○    | 石川英司                               | 5分3R終了 判定2-0                  | DEEP in YAMAGATA                                                           | 2007年6月24日  |
| ×    | キム・デウォン                         | 1R 3:31 KO（左アッパー）           | DEEP 27 IMPACT                                                             | 2006年12月20日 |
| ○    | イム・ジェソク                         | 1R 4:17 KO（パンチ）               | Spirit MC 9: Welterweight GP Opening                                       | 2006年10月8日  |
| ○    | 地主正孝                               | 1R 2:31 フロントチョーク           | REALRHYTHM 4th STAGE                                                       | 2006年7月30日  |
| ×    | ジョーイ・ヴィラセニョール             | 5分2R終了 判定0-3                  | DEEP 24 IMPACT                                                             | 2006年4月11日  |
| ○    | 岩見谷智義                             | 5分2R終了 判定3-0                  | DEEP 23 IMPACT                                                             | 2006年2月5日   |
| ×    | 大堀竜二                               | 1R 4:38 TKO（カット）              | DEEP 21 IMPACT                                                             | 2005年10月28日 |
| ×    | 渡辺大介                               | 5分2R終了 判定0-2                  | PANCRASE 2005 SPIRAL TOUR                                                  | 2005年5月1日   |
| ○    | 佐藤隆平                               | 5分2R終了 判定3-0                  | DEEP 18th IMPACT                                                           | 2005年2月12日  |
| ×    | 佐々木有生                             | 5分3R終了 判定0-3                  | PANCRASE 2004 BRAVE TOUR                                                   | 2004年11月26日 |
| ○    | 佐藤光芳                               | 5分2R終了 判定2-0                  | PANCRASE 2004 BRAVE TOUR                                                   | 2004年9月24日  |
| ○    | 長田岳大                               | 1R 4:21 TKO（パウンド）            | DEEP 15th IMPACT                                                           | 2004年7月3日   |
| ○    | 石野貴士                               | 5分2R終了 判定0-2                  | DEMOLITION                                                                 | 2004年4月8日   |
| ○    | 秋元駿一                               | 5分2R終了 判定3-0                  | DEMOLITION                                                                 | 2004年1月18日  |
| ○    | 甲斐俊光                               | 2R 3:48 TKO（マウントパンチ）      | DEEP 12th IMPACT in OHTAKU                                                 | 2003年9月15日  |

## 獲得タイトル
- 全日本サンボ選手権 90kg級 優勝（2003年）
- 第4代DEEPウェルター級王座（2010年）